# Alphonse Beau de Rochas
Alphonse Beau de Rochas (Digne-les-Bains, 9 de abril de 1815 — 27 de março de 1893) foi um engenheiro francês.
Criou o princípio do motor de combustão interna de quatro tempos. Sua abordagem deu ênfase a importância da compressão da mistura de combustível e ar antes da ignição. Ele completou sua pesquisa aproximadamente ao mesmo tempo que o engenheiro alemão Nicolaus Otto.